# Dugesia barroisi
Dugesia barroisi és una espècie de triclàdide dugèsid que habita a l'aigua dolça d'Israel.
Aquesta espècie es considera species inquirenda, ja que va ser descrita a partir d'espècimens que no presentaven sistema reproductor. Segons Whitehouse, D. barroisi es podria correspondre a les planaires noires indéterminées (planàries negres indeterminades) que va anomenar Théodore Barrois l'any 1893.

## Morfologia
D. barroisi es va descriure a partir d'un únic espècimen que probablement va morir en ser collit, adpotant una forma contorsionada i fràgil que va fer que l'animal es trenqués quan se'l va intentar estirar per tal de ser inspeccionat. L'espècimen conservat mesurava 6 mm de longitud, tot i que viu probablement feia uns 8 mm.
És probable que els animals vius presentin una forma del cap triangular, amb una aurícula a cada banda, just davant del que seria un coll ben marcat. Tenen dos ulls, situats més o menys a mig camí entre l'extrem anterior del cos i les aurícules, que presenten una distància entre ells similar a les respectives del marge del cap.
Els òrgans sensorials de les aurícules es distingeixen clarament a ull nu com unes àrees allargades de color clar situades exactament sobre els lòbuls laterals del cap.
La boca, en ser un espècimen sense òrgan copulador, és l'única obertura a la superfície ventral. Està situada a 2 mm de l'extrem posterior del cos. Davant la boca hi té la faringe, que fa 1,3 mm de longitud i 0,5 mm d'amplada.
El color de la superfície dorsal de l'animal és marró molt fosc, semblant quasi negre. El color ventral és més pàl·lid.
És molt possible que es tracti d'una espècie força diferent a D. tiberiensis (una altra espècie dubtosa habitant del llac de Tiberíades) per la seva mida, color, i per la forma i prominència dels òrgans sensorials de les aurícules.

## Distribució
L'únic exemplar conegut va ser collit del marge del llac llac de Tiberíades.